# Édouard Mortier
Édouard Adolphe Casimir Joseph Mortier, Duque de Treviso (Le Cateau-Cambrésis, 13 de fevereiro de 1768 - Paris, 28 de julho de 1835) foi um político e diplomata francês, com o título de duque de Treviso.
Participou nas campanhas militares da Convenção e do Diretório, entre 1792 e 1799. Foi promovido a general de divisão e posteriormente a marechal de França.
Foi destinado a Espanha, tomando parte no cerco de Saragoça e vencendo a batalha de Ocaña (1809).
Luís Filipe I de Orleães nomeou-o embaixador na Rússia. Mais tarde foi ministro da Guerra e presidente do Conselho de Ministros, equivalente a primeiro-ministro da França, entre 18 de novembro de 1834 e 12 de março de 1835. Morreu em Paris num atentado contra o monarca.